# Уоллес, Дэниел Бэрд
Дэ́ниел Бэрд Уо́ллес (англ. Daniel Baird Wallace; род. 5 июня 1952, Калифорния) — американский библеист, специалист в области новозаветных исследований. Основатель и исполнительный директор Центра изучения рукописей Нового Завета.

## Биография
Родился 5 июня 1952 года в Калифорнии.
В 1975 году в Университете Байолы получил бакалавра гуманитарных наук с основой специализацией по библеистике и дополнительной по греческому языку (койне).
В 1979 году в Далласской теологической семинарии получил магистра теологии magna cum laude с первой специализацией по ветхозаветным исследованиям и второй специализацией по новозаветным исследованиям. Там же в 1995 году получил доктора философии summa cum laude по новозаветным исследованиям.
В 1979—1981 годах преподавал в Далласской теологической семинарии. В 1981—1983 годах преподавал в Теологической семинарии благодати. С 1995 года вновь преподаёт в Далласской теологической семинарии, где является старшим научным сотрудником-профессором новозаветных исследований.
В 2016 году был избран президентом Евангелического теологического общества.

## Взгляды
По вероисповеданию является пресвитерианцем и умеренным цессационистом.
Наряду с Дэрреллом Лэйном Боком, своим коллегой по Далласской теологической семинарии, является последовательным критиком «популярной культуры», направленной на дискредитацию консервативных евангелических взглядов на Иисуса Христа, включая труды Элейн Пейджелс и Барта Эрмана. Участвует в работе веб-сайта Ehrman Project, на котором критикует труды Барта Эрмана. Уоллес в своей рецензии в научном журнале Journal of the Evangelical Theological Society подверг критике книгу Эрмана «Искажённые слова Иисуса. Кто, когда и зачем правил Библию» за искажение общепринятых взглядов на текстуальную критику, особенно точку зрения Эрмана на «ортодоксальное искажение Писания». Он и Эрман трижды проводили публичные диспуты по различным вопросам библеистики в Ново-Орлеанской баптистской теологической семинарии (апрель 2008) в Южном методистском университете (октябрь 2011) и в Университете Северной Каролины в Чапел-Хилле (февраль 2012). Во время проведения последних дебатов с Эрманом Уоллес заявил, что недавно установленный отрывок папируса Евангелия от Марка был окончательно датирован ведущим палеографом Дирком Оббинком концом I в. и вскоре будет издан Brill Publishers. Данное заявление вызвало широкие спекуляции в социальных сетях и СМИ относительно содержания, происхождения и датировки, усугубляемых невозможностью Уоллеса предоставить какие-либо дополнительные сведения из-за подписанного с Джерри Паттенгейлом соглашения о неразглашении. В 2018 году, после издания указанного папируса, Уоллес, будучи свободным от взятых правовых обязательств, дал разъяснения относительно своего ранее заявления. Он отметил, что его заявление было преждевременным, поскольку последующие исследования показали, что этот исторический документ относится к началу II — концу III веков.

## Научная деятельность
Проводил постдокторские исследования в «Доме Тиндейла», Колледже Христа Кембриджского университета, Колледже Клэр Кембриджского университета, Вестминстерском колледже, Институте исследований новозаветных текстов, Тюбингенском университете, Баварской государственной библиотеке и греческим языком в Национальной библиотеке Греции.
Является старшим редактором новозаветных текстов New English Translation.

## Научные труды

### Монографии
- Greek Grammar Beyond the Basics: An Exegetical Syntax of New Testament Greek. — Grand Rapids, MI : Zondervan[англ.], 1996. — ISBN 978-0-310-21895-1.
- The Basics of New Testament Syntax: An Intermediate Grammar. — Grand Rapids, MI : Zondervan[англ.], 2000. — ISBN 0-310-23229-5.
- Who's Afraid of the Holy Spirit? An Investigation into the Ministry of the Spirit of God Today. — Dallas, TX : Biblical Studies Press, 2005. — ISBN 978-0-737-50068-4.
- Reinventing Jesus: How Contemporary Skeptics Miss the Real Jesus and Mislead Popular Culture. — Grand Rapids, MI : Kregel Publications[англ.], 2006. — ISBN 0-8254-2982-X.
- Dethroning Jesus: Exposing Popular Culture's Quest to Unseat the Biblical Christ. — Nashville, TN : Thomas Nelson[англ.], 2007. — ISBN 978-0-7852-2615-4.
- A Workbook for New Testament Syntax: companion to Basics of New Testament syntax and Greek grammar beyond the basics: an exegetical syntax of the New Testament. — Grand Rapids, MI : Zondervan[англ.], 2007. — ISBN 978-0-310-27389-9.
- Granville Sharp's Canon and its Kin: semantics and significance. — New York : Peter Lang, 2009. — Vol. 14. — ISBN 978-0-820-43342-4.
- Revisiting the Corruption of the New Testament: Manuscript, Patristic, and Apocryphal Evidence. — Grand Rapids, MI : Kregel Academic[англ.], 2011. — ISBN 978-0825433382.
- A Reader's Lexicon of the Apostolic Fathers. — Grand Rapids, MI : Kregel Academic[англ.], 2013. — ISBN 978-0-825-43949-0.

### Статьи
- ——— (1983). The Semantic Range of the Article-Noun-kai-Noun Plural Construction in the New Testament. Grace Theological Journal[англ.]. 4: 59–84.
- ——— (1984). The Relation of Adjective to Noun in Anarthrous Constructions in the New Testament. Novum Testamentum[англ.]. 26: 128–167. doi:10.1163/156853684X00293.
- ——— (1985). The Semantics and Exegetical Significance of the Object - Complement Construction in the New Testament. Grace Theological Journal[англ.]. 6: 91–112.
- ——— (1989). The Majority Text : A New Collating Base?. New Testament Studies[англ.]. 35 (4): 609–618. doi:10.1017/S0028688500015241.
- ——— (1989). Orgizesthe in Ephesians 4:26 : Command or Condition?. Criswell Theological Review. 3: 353–372.
- ——— (1989). Some Second Thoughts on the Majority Text. Bibliotheca Sacra[англ.]. 146: 270–290.
- ——— (1990). John 5,2 and the Date of the Fourth Gospel. Biblica[англ.]. 71 (2): 177–205.
- ——— (1990). Galatians 3:19-20 : A Crux Interpretum for Paul's View of the Law. Westminster Theological Journal[англ.]. 52: 225–245.
- ——— (1990). A Textual Problem in 1 Thessalonians 1:10 : Ek Tēs Orgēs Vs Apo Tēs Orgēs. Bibliotheca Sacra[англ.]. 147: 470–479.
- ——— (1991). Inspiration, Preservation, and New Testament Textual Criticism. Grace Theological Journal[англ.]. 12: 21–50.
- ——— (1991). The Majority Text and the Original Text : Are They Identical?. Bibliotheca Sacra[англ.]. 148: 151–169.
- Inspiration, Preservation, and New Testament Textual Criticism // New Testament Essays in Honor of Homer A. Kent, Jr.. — Winona Lake, IN : BMH Books, 1991. — P. 69–102. — ISBN 978-0-884-69231-7.
- ——— (1992). Inspiration, Preservation, and New Testament Textual Criticism. Grace Theological Journal[англ.]. 12 (1): 21–51. - (reprint of article in Homer Kent’s Festschrift [see above])
- ——— (1993). Reconsidering "The Story of Jesus and the Adulteress Reconsidered. New Testament Studies[англ.]. 39 (2): 290–296. doi:10.1017/S0028688500022852.
- The Majority Text Theory: History, Methods, and Critique // The Text of the New Testament in Contemporary Research: Essays on the Status Quaestionis. — Grand Rapids, MI : Eerdmans, 1994. — Vol. 46. — P. 297–320. — ISBN 978-9-004-25840-2.
- ——— (1994). 7Q5 : The Earliest NT Papyrus?. Westminster Theological Journal[англ.]. 56 (1): 173–180.
- ——— (June 1994). The Majority-Text Theory : History, Methods and Critique. Journal of the Evangelical Theological Society[англ.]. 37 (2): 185–215.
- ——— (1994). A Review of The Earliest Gospel Manuscript? by Carsten Peter Thiede. Bibliotheca Sacra[англ.]. 151: 350–354.
- ——— (1994). Who's Afraid of the Holy Spirit? The Uneasy Conscience of a Noncharismatic Evangelical. Christianity Today?!. 38: 34–38.
- ——— (1995). Historical Revisionism and the Majority Text Theory : The Cases of F H A Scrivener and Herman C Hoskier. New Testament Studies[англ.]. 41 (2): 280–285. doi:10.1017/S0028688500021299.
- ——— (1996). Review of 'Levels of Constituent Structure in New Testament Greek.'. Critical Review of Books in Religion. 9: 249–251.
- A Scripture Index // Vocabulary of the Greek Testament. — Modern reprint. — Peabody, MA : Hendrickson, 1997. — ISBN 9781565632714.
- ——— (1998). Granville Sharp : A Model of Evangelical Scholarship and Social Activism. Journal of the Evangelical Theological Society[англ.]. 41: 591–613.
- ———; Burer, Michael H. (Jan 2001). Was Junia Really an Apostle? a Re-examination of Rom 16.7. New Testament Studies[англ.]. 47 (1): 76–91.
- ——— (2001). Innovations in Text and Translation of the NET Bible, New Testament. The Bible Translator[англ.]. 52 (3): 335–349. doi:10.1177/026009350105200305. S2CID 171770385.
- ——— (2003). Greek Grammar and the Personality of the Holy Spirit. Bulletin for Biblical Research[англ.]. 13 (1): 97–125.
- Introduction: Who’s Afraid of the Holy Spirit? - The Uneasy Conscience of a Non-Charismatic Evangelical // Who's Afraid of the Holy Spirit? An Investigation into the Ministry of the Spirit of God Today. — Dallas, TX : Biblical Studies Press, 2005. — P. 1–14. — ISBN 978-0-737-50068-4.
- The Witness of the Spirit in Romans 8:16: Interpretation and Implications // Who's Afraid of the Holy Spirit? An Investigation into the Ministry of the Spirit of God Today. — Dallas, TX : Biblical Studies Press, 2005. — P. 37–52. — ISBN 978-0-737-50068-4.
- ——— (2006). The Gospel according to Bart: A Review Article of Misquoting Jesus by Bart Ehrman. Journal of the Evangelical Theological Society[англ.]. 49: 327–49.
- Laying a Foundation: New Testament Textual Criticism // Interpreting the New Testament Text: Introduction to the Art and Science of Exegesis: a Festschrift for Harold Hoehner[англ.]. — Wheaton, IL : Crossway Books, 2006. — P. 33–56. — ISBN 978-1-581-34408-0.
- The Textual Reliability of the New Testament: a dialogue // The reliability of the New Testament. — Minneapolis, MN : Fortress Press[англ.], 2011. — ISBN 978-0-800-69773-0.